# Berliet 11HP
Der Berliet 11 HP (auch Berliet 11 CV) ist als Bezeichnung für einige Baureihen von Pkw-Modellen bekannt. Hersteller war Berliet in Frankreich.

## Beschreibung
Mit der Bezeichnung Berliet 11 HP wurden im Verlauf der Modellgeschichte von Berliet mehrere Fahrzeugtypen angeboten. Statt der offenbar für den Käufer wenig aussagekräftigen internen Werksbezeichnung (bestehend aus einem oder mehreren Buchstaben) benutzte Berliet für seine PKW-Modelle gegenüber den Kunden in der Werbung und im Verkauf zur näheren Bezeichnung eines Typs üblicherweise die Angabe der Leistung. Hierbei wurden die englische Bezeichnung „HP“ (horse power) und die französische „CV“ (cheval vapeur) synonym verwendet; bei Berliet sprach man bis Mitte der 1920er Jahre fast ausschließlich von HP. Bis etwa 1908 war bei Berliet die tatsächliche Motorleistung (brake-horse-power, BHP oder CV reelles) namensgebend, danach die steuerlich relevante Leistung (tax HP bzw. CV fiscaux).
Die Verkaufsbezeichnung 11 HP kann – je nach Baujahr – folgenden Typen zugeordnet werden:
- 1927 – 1929: Berliet VIH
- 1928 – 1932: Berliet VIHF
- 1929 – 1931: Berliet VIT
- 1933 – 1934: Berliet VILDX, Berliet VILDK
- 1934 – 1936: Berliet VIRL, Berliet VIRS
- 1937 – 1939: Berliet VIRF, Berliet VIRP
- 1939: Berliet VIRP2 Dauphine 39